# Saaletal (Schiff, 1927)
Die Saaletal ist ein deutsches Fahrgastschiff.

## Geschichte
Das Schiff wurde 1927 in Königswinter gebaut und trug zunächst den Namen Rheinperle. Laut der Firmenchronik der Gilles Personenschifffahrt GmbH bestellte Friedrich Gilles das Schiff bei der Schiffswerft Jean Stauf.
In den Jahren 1964 und 1965 wurde die Rheinperle in der Schiffswerft Schmidt in Oberkassel umgebaut. Dabei wurde sie von ursprünglich 23,25 Meter auf 25,80 Meter verlängert und von 4,24 Meter auf 5,80 Meter verbreitert.
Die Rheinperle, die eine Geschwindigkeit von 12 km/h erreichen konnte, war zunächst im Besitz der Personenschiffahrt Jean Gilles in Vallendar und auf dem Rhein und der Mosel im Einsatz.
Im März 1994 fuhr das Schiff über den Rhein, den Main und die Regnitz nach Nürnberg, wurde dort auf einen Schwerlasttransporter verladen und zum Hohenwarte-Stausee gebracht. Seit 1994 fährt das Schiff, neben der Hohenwarte und der Saaleland, unter dem Namen Saaletal für die Fahrgastschiffahrt Hohenwarte GmbH auf dem Hohenwarte-Stausee.